# Nibel'
Il Nibel' (in russo Нибель?) è un fiume della Russia europea nordorientale, affluente di destra del Vel'ju (bacino della Pečora). Scorre nei rajon Sosnogorsk e Troicko-Pečorskij della Repubblica dei Komi.
La sorgente del fiume si trova 12 km a nord-est del villaggio di Dorožnyj. Scorre dalla sua sorgente a sud, poi gira successivamente a ovest, nord ed est, descrivendo un ampio anello. Il letto del fiume è molto tortuoso, nella parte inferiore forma dei laghetti. L'intero corso passa attraverso una foresta di taiga paludosa disabitata. Sfocia nel Vel'ju a 6 km dalla foce. Il fiume ha una lunghezza di 137 km; l'area del suo bacino è di 1 050 km². 